# アレクサンドル・カスタルスキー
アレクサンドル・ドミトリエヴィチ・カスタルスキー（ロシア語: Алексса́ндр Дми́триевич Каста́льский, Alexandr Dmitriyevich Kastalsky、1856年 - 1926年12月17日）は、ロシアの作曲家であり民俗学者。

## 生涯
カスタルスキイはモスクワに、長司祭ドミトリイ・イヴァノヴィチ・カスタルスキー（Дмитрий Иванович Кастальский）の息子として生まれた。音楽理論、作曲法（エクリチュール）、ピアノをモスクワ音楽院で学んだ。最初の合唱音楽作品は1896年に作曲されている。1917年まで、130以上の作品を書き上げ、セルゲイ・ラフマニノフと同様、新ロシア派の重要な作曲家となり影響力をもった。正教会の聖歌も多数作曲している。
1917年のロシア革命以降は、無神論を掲げる共産主義政権により聖歌作曲が禁じられる中、民謡の研究に専念し、結果、多くの合唱作品が生まれた。重要な作品としては「村の交響曲」（1923年）、「民謡による田園風作品」（1924年）がある。